# ناوا
ناوا هي إحدى قرى النوبة في السودان تقع في الولاية الشمالية على الضفة الشرقية لنهر النيل، وتبعد حوالي 370 كيلومتر عن العاصمة الخرطوم وما يقارب 99 كيلومتر عن عاصمة الولاية الشمالية دنقلا، وتُكَنّى بعروس النيل وتتبع إدارياً محلية القولد، تحدها من الجنوب قرية أمنتجوا ومن الشمال ملواد، وهي بلدة صغيرة المساحة ويوجد بها عدد من الأحياء. تمتاز القرية بكثرة أشجار النخيل والمانجا، وتعتمد في اقتصادها على الزراعة نظراً لقربها الشديد من النيل، حيث تشتهر بإنتاج القمح والذرة والخضراوات - مثل الطماطم والبصل والليمون - والتمور كسائر قرى الولاية الشمالية، وبالأخص نوعاً من التمر يعرف باسم البركاوي. الدين الرسمي للقرية هو الإسلام، وبها عدة مساجد أشهرها مسجد جنيد، وبها أول مسجد في السودان وهو مسجد أثري قديم يثع في حي ناوا الاتر ومعظمه الآن مدفون تحت الرمال ويعتقد أن من قام ببنائه هو الصحابي عبد الله بن أبي السرح وقد عثر بعض العمال ومنهم العم عبد الرازق جبريل أثناء عملهم بالقرب من هذا المسجد على حجر منحوت عليه اسم يزيد بن حبيب وهو من التابعين.
تحتوي القرية عدداً من الأندية الرياضية يستخدمها الأهالي للترويح عن النفس، أشهرها نادي ناوا. كما يوجد بها من المدارس ما يكفي حاجتها التعليمية، وهو مدرستان أساسيتان وأخريان ثانويَّتان. شهدت القرية تطوراً كبيراً، خاصة بعد دخول الكهرباء إليها عام 2011 من سد مروي، ومن معالمها المعروفة سوق الأربعاء ونادي ناوا. كثيراً ما اشتهرت القرية بأنها قرية سحاحير، وذلك وفقاً لبعض الأساطير الشعبية حيث كانت تروى ويروج لها من نسج خيال البعض لأسباب مختلفة منها ردع الصبية عن مزارع الفواكه والنخيل وأسباب أخرى تتعلق بإبعاد الغرباء عن القرية حتى لا يفكروا في الاستقرار فيها وربما تكون هناك أسباب أخرى لا نعلمها. لكنها اسطوره غير صحيحه
التعليم: قرية ناوا من القرى التي عرفت التعليم باكرا، فقبل التعليم النظامي عرف عن المنطقة كثرة الخلاوي: خلوة الشيخ ودقرافي، خلوة الشيخ أنباب حاج، خلوة ود الفكي، خلوة الفكي ود الأمين وغيرها، فقد خرجت هذه الخلاوي مجموعة من المتعلمين الذين أصبحوا فيما بعد أعياناً للمنطقة منهم من تلقى أيضا تعليما إضافيا ومنهم من اكتفى بعلم الخلاوي واستخدموه في خدمة المنطقة، نذكر منهم على سبيل المثال لا الحصر: الشيخ عبد الله فقير جبكول، الشيخ محمد مختار، الشيخ أحمد أنباب حاج، الحاج قرافي، البشرى قنيد، والشاعر سيد أحمد الحاردلو، الأخوين عبادي وعبد العال عبادي، عبد الله فقير إبراهيم، الشيخ محمد عثمان رحمة، شيخ محمد (ناوا الحصا)، شيخ محمد (ناوا ودعباد)، الشيخ خلوتي....... ونخبة من من أنجبتهم ناوا الأتر أيضا، ونخبة أيضا من أبناء قرية أمنتجو ساهموا جميعا في دفع مسيرة التعليم بناوا وهذه الأسماء قلة منهم، ولكن بمجرد أن يذكر التعليم تذكر المدرسة النصفية ومؤسسها الشيخ ود مختار. توجد الآن بقرية ناوا مدرسة أساسية للبنات تأسست عام 1954م ومدرسة أساس للبنين تأسست عام 1953م، ومدرسة ثانوية عليا للبنين تأسست في أواسط التسعينات من القرن الماضي، إذ تم صيانة وتأهيل ما كانت تسمى بمدرسة ناوا المتوسطة للبنات ليعاد افتتاحها كمدرسة ثانوية للبنين. وتضم المنطقة عدد من الأندية الرياضية للشباب والتي تشارك في دوريات المنطقة الرياضية. أيضا بها مشروع ناوا الزراعي الذي يعد من أقدم المشاريع في الولاية.

## أحياء ناوا
فيما يلي قائمة بأحياء البلدة:
- ناوا كتمار
- ناوا الاتر
- ناوا الحصي
- سهول
- ناوا ود عباد
- ساتي نصر
- وادي بشير
- الحضور
- حي الثورة

## وصلات خارجية
- موقع القرية على شبكة الإنترنت.